# Antonius Galli
Antonius Galli (c. 1505 - Wenen, 2 april 1565) was een componist aan het hof van Keizer Maximiliaan II.
Galli werd geboren in Vlaanderen. In 1545 werd hij aangesteld tot koormeester aan de Sint-Donaaskerk te Brugge. Voordat hij deze positie innam, bekleedde hij een gelijkaardige post aan de Sint-Salvatorskerk in dezelfde stad. In 1550 werd hij er echter ontslaan vanwege nalatigheid in zijn taken als verzorger en leerkracht van de koorjongens van de Sint-Donaaskerk. Op een later tijdstip in zijn leven ging Galli in dienst van Keizer Maximiliaan II van Oostenrijk, wie hij diende als parochievicaris. Het is niet bekend wanneer hij deze positie precies bekleedde, maar zijn naam komt voor op een personeelslijst van het hof dat dateert uit 1 januari 1554.
Galli's Missa Ascendetis post filium, gebaseerd op een motet van Jacobus Vaet, werd op cd opgenomen door het vocale ensemble Cinquecento. Daarnaast schreef hij onder meer drie missen, drie chansons en 19 motetten.
- International Standard Name Identifier: 0000 0000 8445 4157
- Library of Congress Control Number: no2007042909
- MusicBrainz: 0b050727-6a97-477d-b6e6-bac140d50cc8
- Virtual International Authority File: 41615665
- WorldCat: E39PBJcwxDVw3jCMF9c3XxcByd